# Kristin Thompson
Kristin Thompson (* 1950) ist eine US-amerikanische Filmtheoretikerin und Autorin. Ihre Forschungsinteressen umfassen die formale Analyse von Filmen, die Geschichte der Filmstile und Quality Television, ein dem Kunstfilm ähnliches Genre im Bereich des Fernsehens. In den 1980er Jahren schrieb sie zwei wissenschaftliche Bücher, die eine analytische Technik namens Neoformalismus verwendeten. Darüber hinaus ist sie gemeinsam mit ihrem Ehemann David Bordwell Autorin zweier weit verbreiteter Lehrbücher zur Filmwissenschaft.

## Leben
Kristin Thompson erwarb ihren Master-Abschluss in Filmwissenschaft an der University of Iowa (1973) und im Jahr 1977 einen Ph.D. in Filmwissenschaften an der University of Wisconsin–Madison. Sie hatte Lehraufträge an der University of Wisconsin, der University of Iowa, der Indiana University, der Universiteit van Amsterdam und der Universität Stockholm. Sie ist seit 1982 Honorary Fellow am Department of Communication Arts der University of Wisconsin–Madison.
Gemeinsam mit ihrem Ehemann David Bordwell schrieb sie das Filmlehrbuch Film Art: An Introduction. Es erschien 2013 in zehnter Auflage, nachdem es 1979 veröffentlicht worden war, und hat sich zu einem Standard auf dem Gebiet der Filmästhetik entwickelt. Bisher wurde es in sieben Sprachen übersetzt.
Thompson stützt sich überwiegend auf eine Analysemethode aus dem russischen Formalismus, die als Neoformalismus bekannt ist. Diese Methode bildete die Grundlage für ihre Dissertation, die später ihr erstes wissenschaftliches Buch wurde, Eisensteins „Iwan der Schreckliche“: Eine neoformalistische Analyse. Der Neoformalismus ist auch die Grundlage für ihr späteres Buch Breaking the Glass Armor.
1994 schrieb sie gemeinsam mit David Bordwell ein weiteres Lehrbuch, Film History. Anfang 2001 hielt sie eine Vorlesungsreihe an der University of Oxford.

## Forschung

### Quality Television
Thompson argumentiert, dass sich eine kleine Anzahl von Qualitätsserien (aus dem Englischen: quality television shows) durch die Verwendung von „... einem hochwertigen Stammbaum, einer großen Ensemblebesetzung, einem Seriengedächtnis, der Schaffung eines neuen Genres durch Rekombination älterer Genres, sich selbst als hochwertige Fernsehsendungen auszeichnen – Bewusstsein und ausgeprägte Tendenzen zum Kontroversen und Realistischen.“ Sie behauptet, dass Fernsehsendungen wie Twin Peaks, Buffy – Im Bann der Dämonen, Die Sopranos und Die Simpsons Merkmale aufwiesen, die auch in Kunstfilmen zu finden seien. Darunter fallen psychologischer Realismus, erzählerische Komplexität und mehrdeutige Handlungsstränge.
Sie stellt fest, dass die Fernsehserie Twin Peaks von David Lynch „... eine Lockerung der Kausalität, eine stärkere Betonung des psychologischen oder anekdotischen Realismus, Verstöße gegen die klassische Klarheit von Raum und Zeit, explizite Autorenkommentare und Mehrdeutigkeit“ aufweist. Dabei vergleicht sie Lynchs Film Blue Velvet mit der Fernsehserie Twin Peaks und fragt: „... ob es ein ‚Kunstfernsehen‘ geben kann, das mit dem bekannteren ‚Kunstkino‘ vergleichbar ist.“
Außerdem weist sie darauf hin, dass Serien wie Buffy – Im Bann der Dämonen, Die Sopranos und Die Simpsons „... langjährige Vorstellungen von Abschluss und Einzelautorenschaft verändert“ hätten, was bedeute, dass „... das Fernsehen seine eigenen Veränderungen der traditionellen Erzählform herbeigeführt“ habe. Sie stellt fest, dass Die Simpsons eine „... Flut kultureller Bezüge, absichtlich inkonsistente Charakterisierungen und eine beträchtliche Selbstreflexivität in Bezug auf Fernsehkonventionen und den Status der Sendung als Fernsehsendung“ verwenden.

### „Der Herr der Ringe“ und das moderne Hollywood
Mitte der 2000er Jahre veranlasste Thompsons Interesse an Hollywood-Normen sie dazu, eine Monographie über die beliebte Fantasy-Trilogie Der Herr der Ringe zu schreiben, unter dem Titel: Das Frodo-Franchise: Der Herr der Ringe und das moderne Hollywood. Laut Thompson untersuche das Buch „... das größere Phänomen dieser äußerst erfolgreichen Franchises, indem es die Entstehung des Films, aber auch seine Vermarktung über das Internet, sein Merchandising (insbesondere DVDs und Videospiele) und seine Wirkung auf das Weltkino untersucht.“ Das Buch basiert auf den Interviews der Autorin mit vielen Künstlern, Schriftstellern und Geschäftsleuten, die an der Entstehung der Der-Herr-der-Ringe-Filme beteiligt waren.

## Publikationen
- Eisenstein's Ivan the Terrible: A Neoformalist Analysis. Princeton University Press, 1981 (englisch, archive.org).
- mit David Bordwell, Janet Staiger: The Classical Hollywood Cinema: Film Style and Mode of Production to 1960. Columbia University Press, New York 1985 (englisch, archive.org).
- Breaking the Glass Armor. Princeton University Press, 1988 (englisch).
- mit David Bordwell: Film History: An Introduction. McGraw-Hill, New York 2002 (englisch,  [1994]).
- Storytelling in the New Hollywood: Understanding Classical Narrative Technique. Harvard University Press, 1999 (englisch).
- Storytelling in Film and Television. Harvard University Press, 2003 (englisch, archive.org).
- mit David Bordwell: Film Art: An Introduction. 8. Auflage. McGraw-Hill, New York 2006 (englisch).